# Катастрофа Ил-18 под Белградом
Катастрофа Ил-18 под Белградом — крушение самолёта Ил-18 советских ВВС при заходе на посадку в аэропорту Белграда (Югославия), в результате которого погибла советская военная делегация, летевшая на празднование 20-летия освобождения Белграда от немецких оккупантов.
За 6 дней до катастрофы, 13 октября, этот самолёт с тем же экипажем доставил из Кустаная на космодром «Байконур» космонавтов Владимира Комарова, Константина Феоктистова и Бориса Егорова после их приземления на корабле «Восход-1».

## Причины катастрофы
В результате того, что самолёт одновременно отклонился от курса посадки и шёл ниже глиссады, при заходе на посадку в аэропорт города Белграда он столкнулся с горой Авала в 180 метрах от её вершины.

## Погибшие
В результате катастрофы погибли 23 человека (по другим данным 33), в том числе 7 членов делегации и 16 членов экипажа (на памятной доске перечислены 11).
Члены делегации:
- Бирюзов, Сергей Семёнович — Маршал Советского Союза, Герой Советского Союза, начальник Генерального штаба Вооружённых Сил СССР — первый заместитель Министра Обороны СССР.
- Миронов, Николай Романович — генерал-майор, заведующий Административным отделом ЦК КПСС.
- Жданов, Владимир Иванович — генерал-полковник, Герой Советского Союза, начальник Военной академии бронетанковых войск.
- Шкодунович, Николай Николаевич — генерал-лейтенант, заместитель начальника Военной академии им. Фрунзе.
- Кравцов, Иван Кондратьевич — генерал-лейтенант запаса, Герой Советского Союза.
- Бочаров, Леонид Порфирьевич — генерал-майор в отставке.
- Шелудько, Григорий Тимофеевич — подполковник, старший адъютант начальника Генерального штаба — первого заместителя Министра обороны СССР.

Маршал Бирюзов захоронен на Красной площади у Кремлёвской стены. Остальные погибшие были захоронены на Новодевичьем кладбище Москвы:
- - Беляев Геннадий Андреевич
  - Бочаров Леонид Порфирьевич
  - Ермаков Евгений Васильевич
  - Ефимов Алексей Вавилович
  - Жданов Владимир Иванович
  - Жебелев Николай Андреевич
  - Ищенко Владимир Дмитриевич
  - Качалкин Валентин Федорович
  - Кравцов Иван Кондратьевич
  - Кузьмина Тамара Сергеевна
  - Курышев Геннадий Николаевич
  - Миронов Николай Романович
  - Молин Олег Сергеевич
  - Сысуев Михаил Петрович
  - Черненко Валентин Васильевич
  - Шелудько Григорий Тимофеевич
  - Шкодунович Николай Николаевич

### Память о погибших
- В Белграде на горе Авала в память о погибших поставлен Памятник советским ветеранам войны.[5]
- В Белграде на Старом городе есть улица маршала Бирюзова.
- В Полтаве была улица Маршала Бирюзова (после 2023 года это улица Решетиловская).[6]
- В Одинцово (Московская область) есть улица маршала Бирюзова.